# 君は裸足の神を見たか
『君は裸足の神を見たか』（きみははだしのかみをみたか）は、1986年公開の日本映画。金秀吉監督の第1回監督作品で、プロデューサーは今村昌平。

## 登場人物
- 吉村茂：石橋保
- 鈴木真二：児玉玄
- 寺島瞳：洞口依子
- 菊地春代：会沢朋子
- 高梨勉：入江雅人
- 鈴木ハツ子：矢吹寿子
- 吉村妙子：小熊恭子
- 鷲悦子：乱孝寿
- 吉村良三：樋浦勉
- 郷村一生：深水三章
- 郷村奈美子：萩尾みどり
- 吉村と鈴木の同級生：出川哲朗（デビュー作）

## スタッフ
- 監督：金秀吉
- 脚本：西村宣之
- 撮影：金徳哲
- 録音：松本隆司
- 美術：丸山裕司
- 編集：浦岡敬一
- 音楽：毛利蔵人
- プロデューサー：今村昌平、佐々木史朗

## 製作
1984年に創立10周年を迎えた横浜放送映画学院が、1986年に日本映画学校として新発足するのを記念して、ATGと提携して学院生の演出・脚本による映画の製作を決めた。監督には学院在学中に『潤の街』で城戸賞に佳作入選し、卒業制作だった16ミリも今村昌平学院長に高く評価され、約2000人の卒業生の中から金秀吉が抜擢された。金は1984年の東陽一監督『湾岸道路』の脚本にも参加し、キャリアを積んでいた。作品には学院の脚本コンクールに応募した入選作で、当時20歳の西村宣之の『ふたつの輪』が選ばれた。これを映画向けに『君は裸足の神を見たか』と改題。『ふたつの輪』は西村の故郷・秋田県を舞台にしていることから、秋田で1985年夏と同年冬にロケが行われた。

## ロケ地
- 秋田県立大曲工業高等学校
- 秋田県仙北市角館町
- 羽後長野駅（秋田県大仙市）
- 横手教会(秋田県横手市)